# ديماركوس ووكر
ديماركوس ووكر (بالإنجليزية: DeMarcus Walker)‏ هو لاعب كرة قدم أمريكية أمريكي، ولد في 30 سبتمبر 1994 في جاكسونفيل في الولايات المتحدة.